# Hôtel de la Chancellerie d'Orléans
Pour les articles homonymes, voir Hôtel de la Chancellerie.
L'hôtel d'Argenson dit "de la Chancellerie d'Orléans", anciennement, hôtel d'Argenton, puis de Voyer, est un hôtel particulier, aujourd'hui disparu. Il est situé, jusqu'à sa démolition en 1923, au no 19, rue des Bons-Enfants, dans le 1er arrondissement de Paris, en région Île-de-France.
Il est construit près du Palais-Royal de 1704 à 1705, par l'architecte Germain Boffrand, à la demande de Philippe d'Orléans, pour sa maîtresse, la comtesse d'Argenton.
Un temps, occupé par la résidence du chancelier du duc d'Orléans, de 1723 à 1752, l'hôtel est, de 1752 à 1784, la propriété de Marc-René de Voyer de Paulmy d'Argenson qui y fait réaliser de nombreux travaux d'embellissement, par l'architecte Charles De Wailly.
Transformé en immeuble de rapport par Marie-Louise Thénard, sa dernière propriétaire de 1866 à 1915, il accueille notamment l'horloger et joaillier Gustave Sandoz, dans les pièces historiques du rez-de-chaussée.
En théorie protégé par les monuments historiques en 1914, à la demande de madame Thénard, il est pourtant déclassé puis démoli en 1923, à la suite des agrandissements de la Banque de France, voisine.

## Histoire
Élevé sur le site de l'hôtel de la Roche-Guyon, dans le périmètre immédiat du Palais-Royal, cet hôtel est acquis par Philippe d'Orléans, le futur Régent, le 24 juillet 1702, auprès de son « porte-manteau ordinaire », Silvain Gayant.

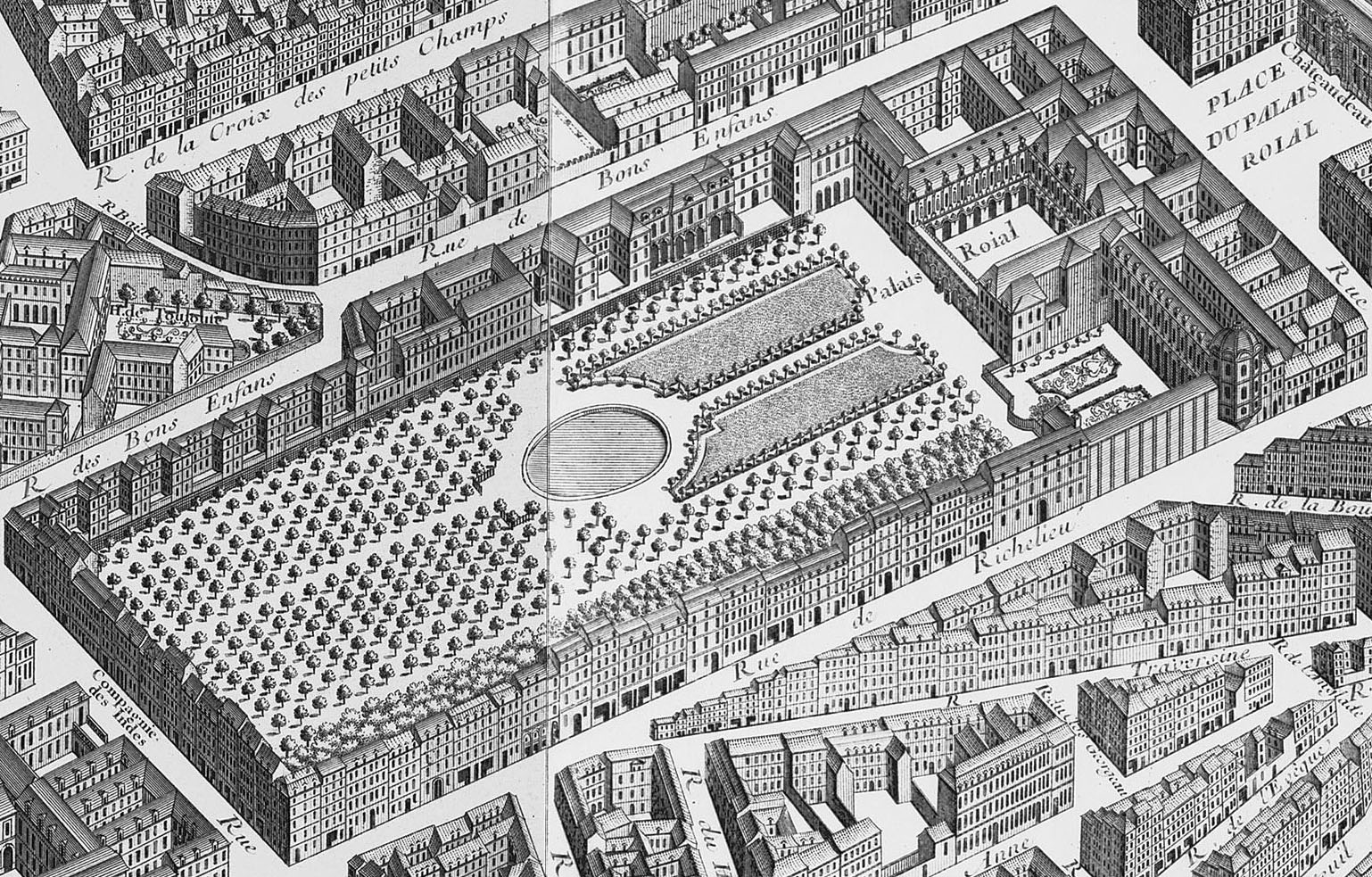
L'hôtel sur le plan de Turgot (en haut, au centre).

En 1704-1705, il fait rebâtir l'hôtel par l'architecte Germain Boffrand, pour sa maîtresse Marie-Louise-Madeleine-Victoire Lebel de la Boissière de Séry, comtesse d'Argenton, qui en reçoit la nue-propriété en 1707 et l'occupe jusqu'à sa disgrâce en 1710. L'année suivante, l'hôtel est cédé à Charlotte de Bautru de Nogent, veuve de Jean-Baptiste-Armand de Rohan, prince de Montauban.
Cette dernière cède la nue-propriété de l'hôtel au Régent, Philippe d'Orléans, le 17 avril 1720, se réservant l'usufruit viager jusqu'à son décès, cinq ans plus tard. Le Régent, disparu en 1722, l'hôtel échoit à son fils, Louis d'Orléans. Ce dernier accorde l'usufruit de l'hôtel, en 1725, à son surintendant des Finances et néanmoins ami, Marc-Pierre de Voyer de Paulmy, comte d'Argenson, qui devient également son chancelier à partir de 1723. L'hôtel devient donc l'hôtel de la Chancellerie d'Orléans, fonction qu'il garde jusqu'en 1752.
Le 23 juin 1752, à la suite de la mort du duc d'Orléans, son fils Louis-Philippe cède la nue-propriété de l'hôtel à Marc-René de Voyer de Paulmy d'Argenson, marquis de Voyer, fils du comte d'Argenson, le rendant pleinement propriétaire du lieu.
Entre 1760 et 1772, ce dernier fait réaménager une grande partie de l'hôtel, par son ami, l'architecte Charles De Wailly. L'hôtel reste propriété de la famille de Voyer jusqu'en 1784.
il redevient alors la chancellerie d'Orléans, partagé entre appartements, bureaux et espaces d'archivage. En 1793, l'hôtel est acheté par un prête-nom de Philippe-égalité, qui en fait un établissement de jeux, puis un restaurant et une salle de bal. En 1824, l'immeuble est acheté par le facteur de pianos Jean-Henri Pape, qui le convertit en fabrique et le surélève sur trois niveaux.
De 1846 à 1879, il abrite les bureaux du journal Le Constitutionnel, auquel succède, jusqu'en 1884, le joailler Gustave Sandoz. Ce dernier dresse en 1881 un historique de l'hôtel.
De 1897 à 1899, l'hôtel est loué par l'Union centrale des arts décoratifs, de 1906 à 1916 par une société de linotypie. Les décors intérieurs en sont respectés par ces locataires successifs.
De 1866 à 1915, Marie-Louise Thénard, belle-fille du chimiste Louis Jacques Thénard, est la dernière propriétaire de l'immeuble dont elle obtient le classement aux monuments historiques en 1914.

### L'heure du dépeçage...
Or, trois ans plus tard, la ville de Paris, suivant l'idée de l'urbaniste Eugène Hénard, déclare d'utilité publique le percement d'une voie entre la Bourse de commerce et la rue de Valois, qui est baptisée, rue du Colonel-Driant. Cette voie est destinée, en traversant le jardin du Palais-Royal, à rejoindre l'opéra Garnier, afin d'alléger la circulation du quartier et de permettre la nouvelle extension de la Banque de France voisine au sud, laquelle a entamé, dès 1913, l'acquisition de plusieurs maisons et hôtels de la rue des Bons-Enfants et de la rue de Valois.
En conséquence, l'hôtel, acquis par expropriation, est déclassé en 1923 et aussitôt démoli.
À la suite du scandale provoqué, le préfet de la Seine obtient de la Banque de France, nouvelle propriétaire des lieux, la promesse de démonter reliefs et décors de l'hôtel et de les remonter ailleurs dans Paris. Dans cette attente, ils sont stockés dans 102 caisses déposées dans un entrepôt lui appartenant à Asnières. Ironie de l'histoire, cette ville se trouve être celle où se situe le château du marquis de Voyer, construit par Jacques Hardouin-Mansart de Sagonne, sa première grande réalisation architecturale. Le projet de remontage exécuté par l'architecte de la Banque, Alphonse Defrasse, est interrompu par la crise de 1929, puis par la Seconde Guerre mondiale.
« Un hangar de banlieue renferma les restes naufragés de la fastueuse retraite de Voyer d'Argenson » (Mosser et Rabreau).
En 1979, Monique Mosser et Daniel Rabreau (cf. bibliographie) exposent le dessin des fameux vase et colonne de porphyre avec cariatides et têtes de bélier de bronzes dorés conçus en 1762 par Charles De Wailly, architecte piranésien français et son ami, le sculpteur Augustin Pajou pour le vestibule de l'hôtel qui, avec la salle à manger voisine aux cloisons amovibles, faisait office de galerie. Cet ensemble unique, probablement acquis sur place au XIXe siècle par le 4e marquis d'Hertford (Richard Seymour-Conway), marquait le début des transformations engagées par le marquis de Voyer dans son hôtel jusqu'en 1772 environ, date des dernières restaurations attestées.
Le catalogue de l'exposition sur Charles De Wailly (1979) reproduit deux vues de l'hôtel : un cliché photographique de sa façade sur jardin avant destruction montrant un « portique » à quatre colonnes répondant à celui sur cour photographié par Eugène Atget visible plus bas, et un dessin du vestibule ou passage voûté de caissons « à l'antique », niche à statue, dessus-de-portes à bas-reliefs (?) et équipé de quatre bornes ou « chasses-roues » dont deux sont liés par une chaîne (annoté en anglais par Chambers en 1774 ?), aspect que l'on retrouve dans cette autre photographie d'Atget, apparemment prise de la cour.
On trouve aussi d'autres documents et photographies sur l'hôtel et ses trésors dans l'article de Guilhem Scherf sur l'hôtel dans le catalogue de son exposition sur Pajou au Louvre en 1997 et dans les études d'Anne Leclair (2002) et de Philippe Cachau (2013).

### Vers une tardive réhabilitation
Des défenseurs du patrimoine comme Jacques Dupont, inspecteur des monuments historiques, ou Michel Fleury, invoquent le sort de ces décors oubliés par leur propriétaire la ville de Paris et vers 1980 plusieurs solutions de remontage, au musée Carnavalet - asile d'autres rescapés de démolitions à la suite des opérations de voirie parisiennes du XIXe siècle - aux Archives nationales, au Louvre ou à Saint-Cloud, sont envisagées mais sans suite.
En 1997, une exposition relative à Pajou au musée du Louvre et à New-York permet de présenter des fragments bien conservés du décor du salon, qui sont ensuite laissés en dépôt au Louvre.
Après quinze ans d'efforts de Bertrand du Vignaud, le World Monuments Fund, fondation privée, signe le 12 juillet 2011 avec le ministère de la Culture et la Banque de France une convention pour restaurer et réinstaller les décors à l'hôtel de Rohan-Strasbourg, bâtiment des Archives nationales qui est contemporain de la Chancellerie et présente des pièces de même dimension, orientées à l'ouest prenant vue sur un jardin,. Elles n'accueillaient alors que des bureaux ou étaient vides. Le remontage des décors débute sur le site en septembre 2018, et ils sont inaugurés par Roselyne Bachelot, ministre de la Culture, le 19 octobre 2021, avant l'ouverture au public en visite guidée le 5 mars 2022. Le 21 avril 2022, l’Etat accepte la donation par la Banque de France, des décors.
Les pierres des façades démontées (cf. clichés photographique de mai 1924) ne sont pas localisées.

## Description
Célèbre mécène parisien et sans doute l'un des plus grands protecteurs d'artistes de son temps toutes catégories confondues (architecture, peinture, sculpture, mobilier, orfèvrerie...), le marquis de Voyer veux alors faire de son hôtel un modèle des nouveaux goûts en vigueur (dits « néo-grec », maniériste et baroque).
Après le vestibule et la grande salle à manger (1763-1764), il engage successivement les travaux du grand salon (1765-1769), remanié en 1771, de la petite salle à manger (1767-1769), transformée à nouveau en 1772 avec l'installation d'un nouveau plafond de goût dit « grec » par Jean-Jacques Lagrenée, dit le Jeune, sur le thème de Hébé versant le nectar à Jupiter, qui vient remplacer celui de Jean-Honoré Fragonard, figurant une nuée de putti, jugé démodé. Si ce plafond peut être considéré par certains (Sophie Caron) comme n'ayant pas existé, le format ovale et le thème de l'œuvre présenté au Salon du Louvre en 1767, année même de la commande par le marquis de Voyer, atteste qu'il a bien été exécuté ainsi que le rappelle la correspondance avec De Wailly dans le fonds D'Argenson de Poitiers et tel que l'évoque Anne Leclair en 2002.
Suit, parallèlement, de 1767 à 1770, la transformation de la chambre de la marquise de Voyer, à droite du salon, à laquelle il faut de nouveau intervenir en 1771-1772 à propos des dorures.
Comme le salon voisin, cette chambre est réputée pour le plafond réalisé par Louis-Jacques Durameau, figurant Le lever de l'Aurore, conçu sur le mode baroque - avec médaillons et architecture feinte au pourtour - du plafond du salon, peint de 1706 à 1709, par le peintre Coypel, sur le thème du Triomphe de l'Amour sur les dieux.
Disposé classiquement entre cour et jardin, il donne, à l'est, sur la rue des Bons-Enfants et ouvrait à l'Ouest sur le jardin du Palais-Royal, auquel un perron donne accès depuis le grand salon.
En 1764 on pose les « cheminées nouvelles imaginées par M. de Montalembert », puis, pour le salon et les deux salles à manger, un système conçu par le poêlier Bertolini consistant en des conduits d'air chaud à clapets dans les cloisons, alimentés depuis un foyer disposé dans la cave, mais son inefficacité amène l'installation de cheminées traditionnelles dans les années 1770.
Outre le vase sur colonne du vestibule, Augustin Pajou, grand ami de De Wailly, a réalisé toute la sculpture de l'hôtel, tant extérieure qu'intérieure. Il réalise notamment les fameux dessus-de-portes en stuc doré sur fond vert antique du salon, sur le thème des « Quatre Éléments » (conservés au musée du Louvre) et les non moins célèbres cariatides de la petite salle à manger, disparues dans les années 1780. Deux ensembles célèbres qui sont illustrés par l'architecte anglais William Chambers lors de son séjour à Paris en 1774 dans son célèbre Parisian album (British Museum).
Pierre Gouthière, orfèvre du Roi, travaille aux bronzes des cheminées, des portes et des portes-fenêtres ; en 1783, l'orfèvre Jean-Ange Loque réalise pour cet hôtel un candélabre en argent ciselé muni d'un mécanisme permettant d'adapter la hauteur du fût, au nombre de convives.
Cet objet proposé avec son étui en maroquin rouge fleurdelisé, fait partie d'une grande collection vendue aux enchères publiques à Paris les 17 et 18 novembre 2015.
Contrairement à la légende, l'architecte du Roi, François-Joseph Bélanger, pourtant connu et protégé du marquis de Voyer, n'œuvre pas à l'hôtel ; il est confondu avec son homonyme, Michel-Bruno Bellangé ou Bellenger (1726-1793), peintre d'ornements, auteur des « ornements d'un cabinet d'arabesques d'après les dessins de De Wailly », à savoir ceux du boudoir de la marquise, situé derrière la chambre et décoré en 1769.
De même, le peintre Charles Natoire, alors directeur de l'Académie de France à Rome, n'est pas en mesure de collaborer à la décoration de l'hôtel ; citons en revanche le peintre d'histoire Gabriel Briard et les peintres décorateurs Guilliet et Deleuze, auteurs des décors peints du vestibule et de la grande salle à manger, notamment.
Ces décors d'un goût nouveau et d'un faste inouï font alors, la célébrité de l'hôtel. Il passe ainsi pour l'une des meilleures réalisations architecturales du XVIIIe siècle à Paris. Les visiteurs affluent dans ce lieu en vogue, comme les ducs d'Orléans et de Chartres venus en voisin admirer, entre autres, l'effet des glaces du salon qui, disposées en vis-à-vis, se réfléchissent à l'infini, agrémentées des demi-lustres conçus par De Wailly, à l'instar de ce qu'il réalise au même moment pour l'Opéra royal de Versailles. Ébloui à son tour, le comte Strogonov demande d'en disposer pour « le comte Cheremetieff, ministre de la marine russienne ».
En plus des élévations sur cour et jardin, le passage de porte cochère et la décoration intérieure, De Wailly est aussi le concepteur du mobilier du salon telles qu'en témoignent les bergères réalisées par le menuisier en siège Matthieu Bauve, acquises en 2011 par les Archives nationales.
Outre les pièces précédemment évoquées, Chambers fit figurer dans son Parisian album une série de relevés extérieurs qui constituent une précieuse documentation sur l'état de l'hôtel à cette époque, et qui viennent s'ajouter aux nombreuses photographies prises lors de la démolition de l'édifice.
En 1784, l'hôtel de Voyer d'Argenson est séparé du jardin du Palais-Royal par le percement de la rue de Valois. Non endommagé à la Révolution, il fut surélevé d'un étage au XIXe siècle.

## Photographies par Eugène Atget

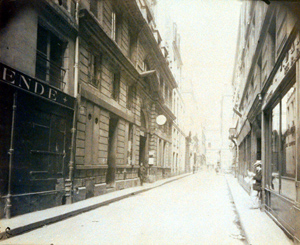
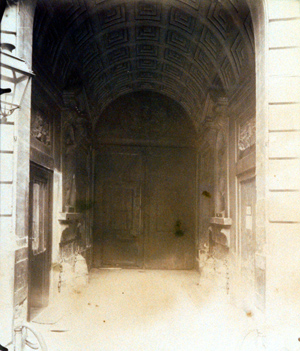
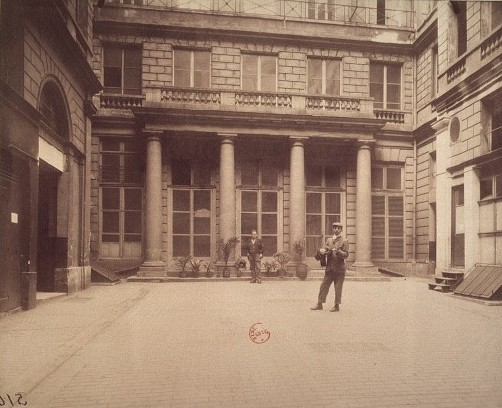

### Relevés deJacques François Blondeldans l’Architecture française
(Mis en ligne par la bibliothèque de l'université de Kyoto)
- Plan du rez-de-chaussée
- Plan du 1er étage
- Élévation sur la cour
- Élévation sur le jardin du Palais-Royal
- Coupe

### Décors intérieurs
- Le Feu, dessus-de-porte d'Augustin Pajou pour la chancellerie d'Orléans, musée du Louvre – Fiche sur le site www.insecula.com